# Weimar (Ahnatal)

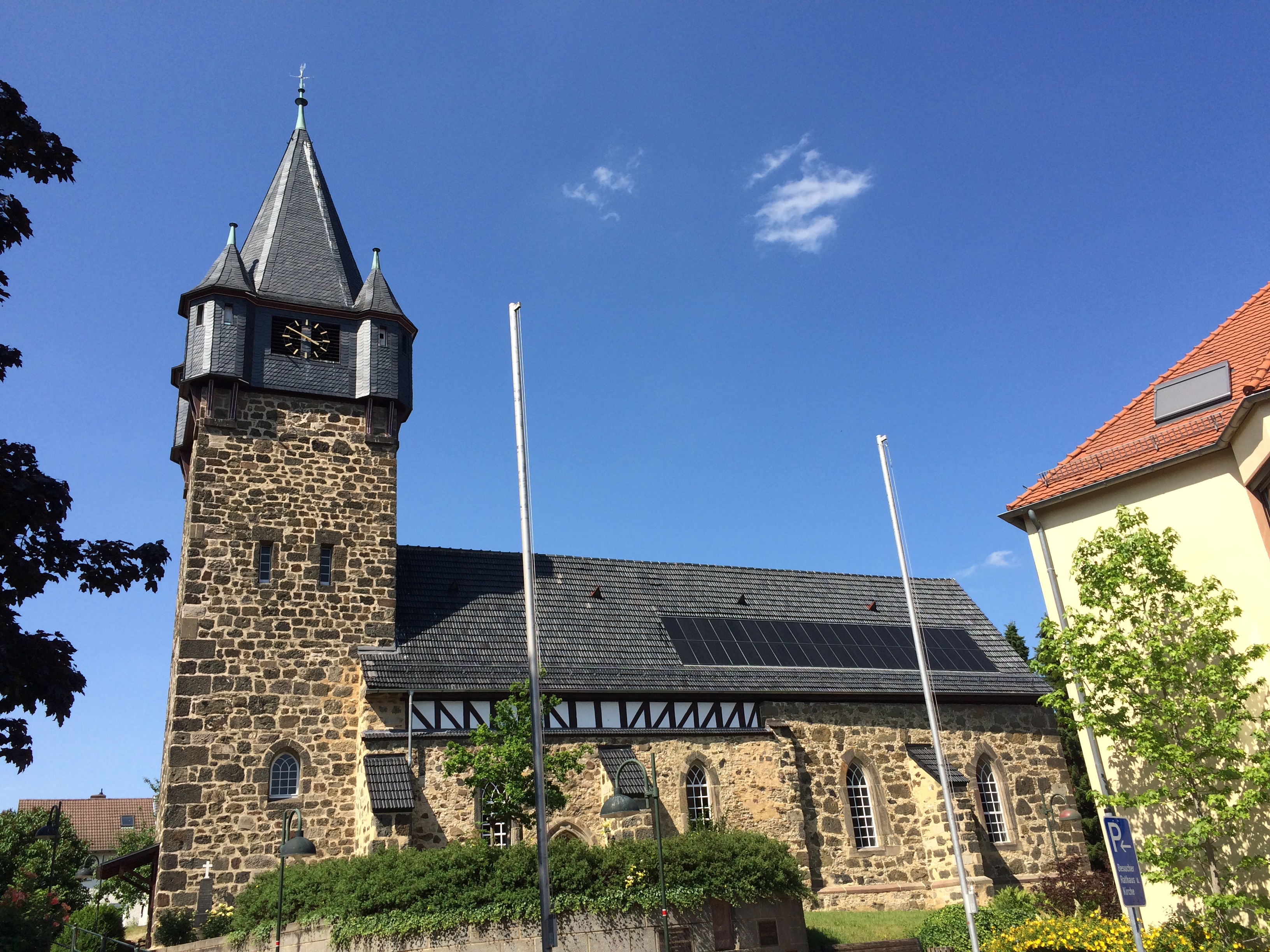
Evangelische Kirche

Weimar ist ein Ortsteil der Gemeinde Ahnatal im nordhessischen Landkreis Kassel.

## Geographische Lage
Weimar, das sich in das Dorf Weimar und das nordöstliche Wohngebiet Kammerberg aufteilt, liegt etwas nördlich des Hohen Habichtswaldes wenige Kilometer nordwestlich von Kassel und etwas westlich von Heckershausen, dem anderen Ortsteil Ahnatals. Westlich von Weimar erhebt sich der Hangarstein, südöstlich fließt der Fulda-Zufluss Ahne.

## Geschichte
Für das Jahr 1097 findet sich die erste Erwähnung des Ortes in einem Verzeichnis des Mainzer St. Albansstift; in dieser Erwähnung wurde dem Mainzer Stift eine Kapelle zu Weimar übertragen. Das Stift unterhielt in Weimar eine Benediktinerabtei. 1302 verkaufte das Mainzer Stift den Herrenhof samt Patronatsrecht an das Kloster Ahnaberg.

### Gebietsreform
Am 1. August 1972 wurden die beiden bis dahin eigenständigen Gemeinden Heckershausen und Weimar, im Zuge der Gebietsreform in Hessen, kraft Landesgesetz zur Großgemeinde Ahnatal zusammengeschlossen.

### Historische Ortsnamen
In erhaltenen Urkunden wurde Weimar unter den folgenden Namen erwähnt (in Klammern das Jahr der Erwähnung):
Wimar (1097); villa Winmare (1146) (Kloster Hersfeld); Alb. De Wimare (1146) (Hersfeld); Wimar (1209); Wimmare (1252) (Kloster Hasungen); Winmar (1349); Weinmar (1585)

## Kultur und Sehenswürdigkeiten
In Weimar liegt das Freizeitgelände Bühl, ein ehemaliger Basaltsteinbruch  und heutiger Natursee, der durch Funde von gediegenem Eisen um das Jahr 1900 in mineralogischen Kreisen Aufsehen erregte. Etwa drei Kilometer nördlich von Weimar steht das Schloss Wilhelmsthal, das zur Gemeinde Calden gehört.

## Verkehr

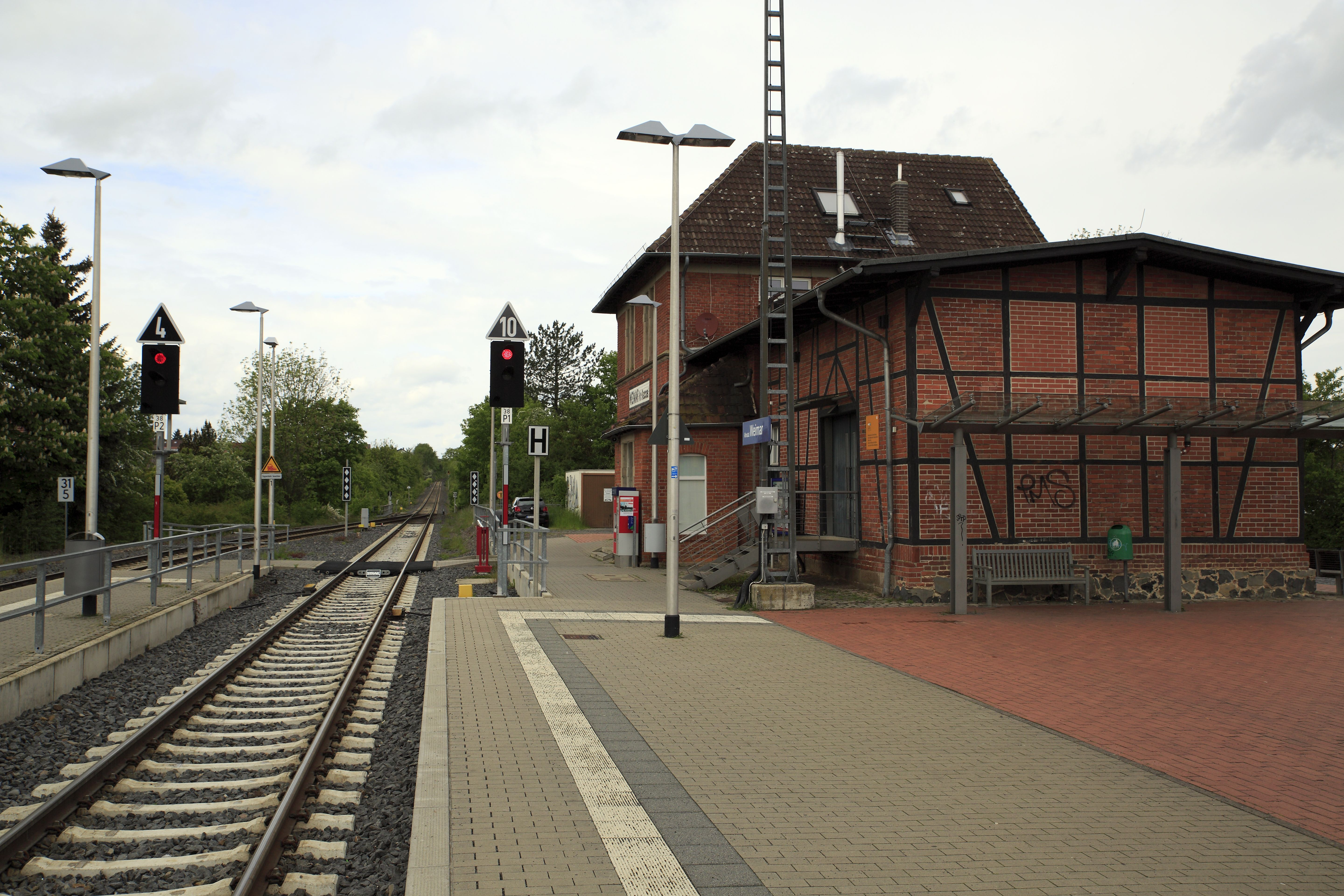
Bahnhof Ahnatal-Weimar

Die Kreisstraße 30, die aus Richtung Westen vom Caldener Ortsteil Fürstenwald kommt, führt durch Weimar zum östlichen Ahnataler Ortsteil Heckershausen. Von dieser Straße zweigt in Weimar die K 29 ab, die südsüdwestwärts zur Bundesstraße 251 (Brilon–Kassel) führt und über diese Anbindung zur einiges westlich verlaufenden Bundesautobahn 44 hat.
Weimar hat eine Haltestelle an der auch von der RegioTram Kassel bedienten Bahnstrecke Volkmarsen–Vellmar-Obervellmar.
| Linie | Verlauf | Takt                                           | Betreiber              |
| ----- | --- | ---------------------------------------------- | ---------------------- |
| RB4   | Korbach Hbf – Twiste – Mengeringhausen – Bad Arolsen – Külte-Wetterburg – Volkmarsen – Ehringen – Wolfhagen – Zierenberg – Ahnatal-Weimar – Vellmar-Obervellmar – Kassel-Wilhelmshöhe Stand: Fahrplanwechsel Dezember 2021 | 60 min                                         | DB Kurhessenbahn       |
| RT4   | Wolfhagen – Altenhasungen – Oberelsungen – Zierenberg-Rosental – Zierenberg – Fürstenwald – Ahnatal-Weimar – Ahnatal-Heckershausen – Ahnatal-Casselbreite – Vellmar-Obervellmar – Vellmar-Osterberg/EKZ – Kassel Jungfernkopf – Kassel-Harleshausen – Kassel-Kirchditmold – Kassel Hbf (tief) – Scheidemannplatz – Wilhelmsstraße/Stadtmuseum – Rathaus/Fünffensterstraße – Rathaus – Friedrichsplatz – Königsplatz – Am Stern – Holländischer Platz/Universität – Halitplatz – Hauptfriedhof – Wiener Straße – Holländische Straße Stand: Fahrplanwechsel Dezember 2021 | 60 min 30 min (Zierenberg–Holl. Str. werktags) | RegioTram Gesellschaft |